# Sztyrkowo
Sztyrkowo (bułg. Щърково) – wieś w południowo-zachodniej Bułgarii, w obwodzie Pazardżik, w gminie Lesiczowo. Według danych Narodowego Instytutu Statystycznego, 31 grudnia 2012 roku wieś liczyła 371 mieszkańców.